# Tapacarí (provincie)
Tapacarí is een provincie in het westen van het departement Cochabamba in Bolivia. De provincie is vernoemd naar de rivier Tapacarí, die door het gebied stroomt. Deze rivier vormt een bron voor de Amazone. De provincie heeft een oppervlakte van 1500 km² van en heeft 24.595 inwoners (2012). De hoofdstad is Tapacarí.
Tapacarí bestaat uit één gemeente: Tapacarí (identisch met de provincie Tapacarí).
Arani · 
Arque · 
Ayopaya · 
Bolívar · 
Capinota · 
Carrasco · 
Cercado · 
Chapare · 
Esteban Arce · 
Germán Jordán · 
Mizque · 
Narciso Campero · 
Punata · 
Quillacollo · 
Tapacarí · 
Tiraque